# Hothouse Flowers
Hothouse Flowers – irlandzka grupa rockowa, powstała w 1985 w Monkstown, w hrabstwie Dublin. Ich muzyka jest połączeniem tradycyjnej muzyki irlandzkiej z rockiem oraz elementami soulu i gospel.

## Dyskografia

### Albumy studyjne
- People - 1988
- Home - 1990
- Songs From the Rain - 1993
- Born - 1998
- Into Your Heart - 2004

### Albumy koncertowe
- Live - 1999